# Staro selo, Kobarid
Staro selo este o localitate din comuna Kobarid, Slovenia, cu o populație de 153 de locuitori.